# 5759 Zoshchenko
Az 5759 Zoshchenko (ideiglenes jelöléssel 1980 BJ4) a Naprendszer kisbolygóövében található aszteroida. Ljudmila Georgijevna Karacskina fedezte fel 1980. január 22-én.